# Festival Internacional de Cine de Berlín 1954
La 4ª edición del Festival de Cine de Berlín se llevó a cabo desde el 18 hasta el 29 de junio de 1954. El festival de este año no hizo entrega de premios oficiales del jurado, sino que se otorgaron premios por votación de la audiencia. Esto continuó hasta que el FIAPF coincidió en Berlín el "Estatus A" el 1956. David Lean ganó el Oso de oro por la audiencia que votó su película El déspota.

## Películas en competición
La siguiente lista presenta a las películas que compiten por Oso de Oro:
| Título en español                                | Título original                                  | Director(es)      | País         |
| ------------------------------------------------ | ------------------------------------------------ | ----------------- | ------------ |
| Det stora äventyret                              | Det stora äventyret                              | Arne Sucksdorff   | Suecia       |
| El déspota                                       | Hobson's Choice                                  | David Lean        | Gran Bretaña |
| Ikiru                                            | Ikiru                                            | Akira Kurosawa    | Japón        |
| La gran esperanza                                | La grande speranza                               | Duilio Coletti    | Italia       |
| El renegado                                      | Le Défroqué                                      | Léo Joannon       | Francia      |
| Pan, amor y fantasía                             | Pane, amore e fantasia                           | Luigi Comencini   | Italia       |
| Sinhá Moça                                       | Sinhá Moça                                       | Tom Payne         | Brasil       |
| El desierto viviente                             | The Living Desert                                | James Algar       | EE.UU.       |
| Een gouden eeuw-de kunst der Vlaamse primitieven | Een gouden eeuw-de kunst der Vlaamse primitieven | Paul Haesaerts    | Bélgica      |
| 20.000 leguas de viaje submarino                 | 20,000 Leagues Under the Sea                     | Richard Fleischer | EE.UU.       |

## Palmarés
Los siguientes premios fueron entregados por el jurado popular:
- Oso de Oroː El déspota de David Lean
- Oso de Plataː Pan, amor y fantasía de Luigi Comencini
- Oso de bronceː El renegado de Léo Joannon
- Gran medalla de oro (documentales y películas culturales): El desierto viviente de James Algar
- Gran medalla de plata (documentales y películas culturales): Det stora äventyret de Arne Sucksdorff
- Gran medalla de bronce (documentales y películas culturales): Een gouden eeuw-de kunst der Vlaamse primitieven de Paul Haesaerts